# Lac Chilika
Le lac Chilika est un lac situé en Inde dans l'État d'Odisha, de 1 165 km2. Il a été reconnu site Ramsar le 1er octobre 1981. Il est également inscrit sur la liste indicative du patrimoine mondial de l'Unesco depuis 2014.